# Ференц Бихари
Ференц Бихари (мађ. Bihari Ferenc) бивши голман репрезентације и Будимпештанког ТК, Ференцвароша и Ујпешта. Након фудбалске каријере, емигрирао је у Сједињене Америчке Државе.

## Каријера

### Клуб
Пре Првог светског рата био је голман БТЦ−а. Између 1919. и 1920. био је играч Ференцвароша, где је са тимом освојио друго место у првенству, и бранио је 3 утакмице за Ујпешт Бп. Одиграо је пет утакмица за Фради (4 првенствене, 1 међународна).

### репрезентација
Године 1909. играо је пет пута за репрезентацију.

## Достигнућа
- Мађарско првенство
  - Треће место: 1908/09, 1912/13, 1919/20